# 荒川キヨシ・小唄志津子
荒川キヨシ・小唄志津子（あらかわきよし・こうたしずこ）は、大正・昭和期に活躍した日本の漫才師。
キヨシの長身で細身の体、志津子の巨体のコントラストが受けた。漫才という形を取っているがほとんどがキヨシの一人舞台でセンターマイクの中央に立ち志津子が横で椅子に腰掛け三味線を弾いて伴奏する程度。
名前の通り主に小唄・都々逸、キヨシの阿呆陀羅経に最後は小さな木魚を取り出し叩く音曲漫才で、戦後、桜川末子・松鶴家千代八や桜津多子・桜山梅夫、浪花家市松・芳子、五條家菊二・松枝等と共に数少ない音曲漫才として角座などで人気になった。晩年は浪花座、名古屋の大須演芸場に出演した。
キヨシの愛用の木魚は喜味こいしが死後譲り受けている。現在は大阪府立上方演芸資料館に寄贈されている。キヨシは何故か舞台で必ずポーチを携えていた。中には貴重品が入っていたようである。

## メンバー
- 荒川キヨシ（あらかわきよし、1911年 - 1994年）本名は新居清一。

19歳で荒川芳丸の門下になる。1931年に千日前小宝席が初舞台。いろいろコンビを変えた後、戦後は中村小夜子と組んだ後志津子と組んだ。前名は荒川芳清。同じ門下には夢路いとし・喜味こいし、人生幸朗、荒川歌江、荒川芳政・荒川光子、荒川芳香等がいる。
- 小唄志津子（こうたしずこ、1913年 - ？）本名は福土シズエ。

8歳で小山慶司の門下になる、実の妹がミナミサザエで夫は広多成三郎。16歳で姉妹で小山静江・寿美江で初舞台。その後、広多シズエの名で広多成三郎と組む。浮世亭夢丸（浮世亭歌楽の実の兄）と組んでいたこともある。1974年に夫の死に伴い小唄志津子の名で荒川キヨシと組んだ。

## 受賞
- 上方お笑い大賞 功労賞（1986年）

## 映像・音源
- 昭和の上方漫才 松竹名人会
- 昭和名人芸大全~珍芸・奇芸・ビックリ芸~ 三日目
- 小沢 昭一の「新日本の放浪芸」 ～訪ねて韓国・インドまで～